# Dioscorea pubera
Dioscorea pubera är en enhjärtbladig växtart som beskrevs av Carl Ludwig von Blume. Dioscorea pubera ingår i släktet Dioscorea och familjen Dioscoreaceae. Inga underarter finns listade i Catalogue of Life.